# Draconarius trinus
Draconarius trinus là một loài nhện trong họ Amaurobiidae.
Loài này thuộc chi Draconarius. Draconarius trinus được Jia-Fu Wang & Peter Jäger miêu tả năm 2007.